# William Joseph Rainbow
William Joseph Rainbow (1856–1919) was een entomoloog en arachnoloog wiens werk de eerste catalogus van Australische spinnen omvat.

## Leven
Rainbow werd geboren in 1856 in Yorkshire, Engeland. Zijn vader was onderofficier bij de Royal Marines, waardoor hij zijn opleiding moest volgen in verscheidene havensteden en in Edinburgh. Hij emigreerde in 1873 naar Nieuw-Zeeland, waar hij schreef voor John Ballance's Wanganui Herald. Rainbow's vroege interesse in natuurlijke historie werd bijgestaan door Ballance, die hem ertoe aanzette een carrière in dat veld te beginnen.
In 1883 verhuisde Rainbow naar Sydney, Australië en trouwde hij met Arriette Dainty. Hij bleef bijdragen aan kranten en tijdschriften, waaronder The Sydney Morning Herald, Daily Telegraph en Evening News, en werkte tot 1895 voor de drukkerij van de overheid; in datzelfde jaar ging hij aan de slag bij het Australian Museum als entomoloog.
Rainbow was een van de oprichters en voorzitter van de Naturalists' Society of New South Wales. Hij was lid van de Linnean Society of New South Wales en raadslist van de Royal Zoological Society of New South Wales. Hij werd benoemd tot fellow van de Entomological Society of London en Linnean Society of London en lid van de Société Entomologique de France.
Hij stierf in Sydney op 21 november 1919, na enkele jaren van tragische verliezen te hebben geleden. Zijn tweede zoon, sergeant Oscar A. Rainbow, kwam om in de Eerste Wereldoorlog, een gebeurtenis die de dood van zijn vrouw Arriette in 1917 lijkt te hebben versneld. De dood van Rainbow was een paar dagen voordat zijn jongste zoon, ook een sergeant, terugkeerde van de oorlog.

## Werken
In de periode van 1893 tot aan zijn dood beschreef hij ongeveer 200 soorten spinnen en schreef hij 71 artikelen, waarvan ongeveer 50 over arachnologie. Zijn catalogus van Australische wielwebspinnen, A Census of Australian Araneidae, met 1102 soorten, werd opgesteld in 1911; het wordt gezien als een belangrijke stap voor de Australische arachnologie. Hij schreef ook twee gidsen, Een gids voor de studie van Australische vlinders (TC Lothian, Melbourne, 1907) en Muskieten; hun gewoonten en verspreiding.
Hij liet een onvolledig manuscript achter, "Spinnen van Molangul, Zuid-Oost Queensland", dat vergezeld ging van zijn schetsen.
Zijn verzameling exemplaren wordt onderhouden door het Australian Museum; dit omvat een verzameling Australische Acari, mijten en teken, waarvan de studie door Rainbow is begonnen.
De soort Trittame rainbowi is naar hem vernoemd. 
- Gemeinsame Normdatei: 1356169260
- International Standard Name Identifier: 0000 0000 6786 7574
- Library of Congress Control Number: no2008098262
- Nationale Bibliotheek van Israël: 987007515237105171
- Nederlandse Thesaurus van Auteursnamen: 160188938
- SNAC: w68w3m8f
- Virtual International Authority File: 94932197
- WorldCat: E39PBJwmW3g7dB6Tb3r78wcF8C